# Cuccaro Monferrato
Cuccaro Monferrato – miejscowość i gmina we Włoszech, w regionie Piemont, w prowincji Alessandria.
Według danych na styczeń 2010 gminę zamieszkiwały 354 osoby przy gęstości zaludnienia 66,2 os./1 km².